# Nishnawbe Aski Nation
Nishnawbe Aski Nation (ᐊᓂᐦᔑᓈᐯ ᐊᔅᑭ ᐃᔥᑯᓂᑲᓇᓐ ᐅᑭᒫᐎᓐ), abrégé en NAN, est une organisation politique représentant 49 communautés des Premières Nations (au sens de « bande indienne ») dont les territoires sont situés dans les zones couvertes par les traités 9 et 5 du Nord de l'Ontario au Canada. La NAN est réorganisée sous sa forme actuelle en 1981 avec mission de représenter les aspirations politiques et économiques de ses membres auprès de tous les niveaux de gouvernements au Canada et en Ontario jusqu'à ce que des actions réelles et efficaces soient entreprises pour corriger leurs problèmes. Les Premières Nations (au sens d'« autochtones ») membres de la NAN sont les Ojibwés, les Oji-Cris et les Cris. Ses bureaux administratifs sont situés à Thunder Bay en Ontario. Le grand chef actuel est Alvin Fiddler de la Première Nation de Muskrat Dam Lake.

## Premières Nations affiliées
La liste suivante répertorie l'ensemble des Premières Nations (au sens de « bande indienne ») affiliées au NAN. La très grande majorité d'entre elles font partie d'un conseil tribal. 
- Première Nation de Mishkeegogamang
- Conseil de la nation crie Mocreebec
- Première Nation de Sandy Lake
- Independent First Nations Alliance
  - Première Nation de Kitchenuhmaykoosib Inninuwug
  - Première Nation de Lac Seul
  - Première Nation de Muskrat Dam Lake
  - Première Nation de Pikangikum
  - Première Nation de Whitesand
- Conseil Keewaytinook Okimakanak
  - Première Nation de Deer Lake
  - Première Nation de Fort Servern
  - Première Nation de Keewaywin
  - Première Nation de McDowell Lake
  - Première Nation de North Spirit Lake
  - Première Nation de Poplar Hill
- Premières Nations Matawa
  - Première Nation d'Aroland
  - Première Nation de Constance Lake
  - Première Nation d'Eabametoong
  - Première Nation de Hornepayne (en)
  - Première Nation de Marten Falls
  - Première Nation de Neskantaga
  - Première Nation de Nibinamik
  - Première Nation de Webequie
- Conseil Mushkegowuk (en)
  - Première Nation d'Attawapiskat
  - Première Nation crie de Chapleau (en)
  - Première Nation de Fort Albany
  - Première Nation de Kashechewan
  - Première Nation crie de Missanabie (en)
  - Première Nation crie de Moose
  - Nation Taykwa Tagamou
  - Première Nation de Weenusk (en)
- Conseil des Premières Nations Shibogama (en)
  - Première Nation de Kasabonika (en)
  - Première Nation de Kingfisher (en)
  - Première Nation de Wapekeka (en)
  - Première Nation de Wawakapewin (en)
  - Première Nation de Wunnumin Lake (en)
- Conseil tribal Wabun (en)
  - Première Nation de Beaverhouse
  - Première Nation de Brunswick House (en)
  - Première Nation ojibwée de Chapleau (en)
  - Première Nation de Flying Post (en)
  - Première Nation Matachewan
  - Première Nation de Mattagami (en)
  - Première Nation de Wahgoshig
- Conseil des Premières Nations Windigo
  - Première Nation de Bearskin Lake (en)
  - Première Nation de Cat Lake
  - Première Nation de Koocheching
  - Première Nation de North Caribou Lake (en)
  - Première Nation de Sachigo Lake (en)
  - Première Nation de Slate Falls (en)
  - Première Nation de Whitewater